# Santas Martas
Santas Martas es un municipio y lugar español de la provincia de León, en la comunidad autónoma de Castilla y León. Cuenta con una población de 752 habitantes (INE 2024).
El municipio está formado por seis pueblos: Luengos de los Oteros, Malillos de los Oteros, Reliegos, Santas Martas, Valdearcos-Estación de Santas Martas y Villamarco. En su demarcación, también existe una urbanización, denominada Campolar, la cual alberga cerca de 100 viviendas unifamiliares compuestas en su mayoría por vecinos de León y Asturias.
Por su término municipal, transcurre el Camino de Santiago, en su ruta francesa, por la localidad de Reliegos.

## Geografía
Integrado en la comarca de Los Oteros, se sitúa a 29 kilómetros de la capital leonesa. Su término municipal está atravesado por la autovía A-231 y por carretera N-601 entre los pK 299 y 306, en un tramo compartido con la carretera N-120. Además, en su territorio está incluido un tramo de la autovía A-60, la alternativa a la N-601 hasta León.
El relieve del territorio está caracterizado por un terreno llano que hace de transición entre la vega del río Esla al norte y la comarca de Los Oteros al suroeste. La altitud del municipio oscila entre los 882 y los 787 metros, estando el pueblo a 837 metros sobre el nivel del mar. La totalidad del territorio se encuadra dentro de la cuenca hidrográfica del Duero, caracterizándose sus cursos fluviales por la irregularidad de su caudal. Por el noroeste desciende el canal de la margen izquierda del río Porma.

### Localización
| Noroeste: Villanueva de las Manzanas | Norte: Mansilla de las Mulas                                    | Noreste: Valdepolo                  |
| Oeste: Corbillos de los Oteros       |                                                                 | Este: El Burgo Ranero               |
| Suroeste: Gusendos de los Oteros     | Sur: Villamoratiel de las Matas y Santa Cristina de Valmadrigal | Sureste: Villamoratiel de las Matas |

## Demografía
Cuenta con una población de 752 habitantes (INE 2024).
| Gráfica de evolución demográfica de Santas Martas entre 1857 y 2021 |
| |
| Población de derecho según los censos de población del INE Población de hecho según los censos de población del INE Entre el censo de 1857 y el anterior aparece este municipio porque se segrega de Mansilla de las Mulas |